# Tomoderus harwoodi
Tomoderus harwoodi là một loài bọ cánh cứng trong họ Anthicidae. Loài này được Blair miêu tả khoa học năm 1923.